# Overlord et les Underwoods
Overlord et les Underwoods (Overlord and the Underwoods) est une série télévisée canadienne en 20 épisodes de 30 minutes cocréée par Anthony Q. Farrell et Ryan Wiesbrock diffusée depuis le 4 octobre 2021 sur Nickelodeon (britannique).
En France, la série sera diffusée à partir de 5 mars 2022 sur Nickelodeon.

## Synopsis
La série suit une famille nord-américaine appelée Underwoods, dont la vie bascule lorsque le deuxième criminel le plus recherché dans l'univers, leur cousin éloigné Overlord qui est un extraterrestre, cherche refuge dans leur maison. La cohabitation ne sera pas évidente…

## Distribution
- Darryl Hinds (VF : Alexandre Crépet) : Jim Underwood
- Patrice Goodman (VF : Célia Torrens) Flower Underwood
- Ari Resnick : Weaver Underwood
- Kamaia Fairburn (VF : Séverine Cayron) : Willow Underwood
- Troy Feldman (VF : Pierre Lognay) : Overlord
- Jann Arden (VF : Ludivine Deworst) : R0-FL, Robot acolyte de  Overlord
- Jayne Eastwood (VF : Marie du Bled) : voisine des Underwood
Version française
  - Studio d'enregistrement : Iyuno-SDI Group
  - Direction artistique : Jean-Marc Delhausse
  - Adaptation des dialogues : Sophie Servais

## Production
La série a été annoncée le 16 mars 2021 et a été commandée par Nickelodeon International, BYU TV aux États-Unis, CBC au Canada et ITV au Royaume-Uni le même jour.
La production de la série a débuté en juin 2021 à Oakville, en Ontario.
La série est diffusée au Canada à partir du 29 octobre 2021 sur CBC Gem.

### Fiche technique
- Titre original : Overlord and the Underwoods
- Titre français : Overlord et les Underwoods
- Création : Anthony Q. Farrell - Ryan Wiesbrock
- Réalisation : Joyce Wong - Casey Walker - Melanie Orr
- Scénario : Caleigh Bacchus -Sadiya Durrani - Anthony Q. Farrell - Amanda Joy - Angelica Mendizabal - Richard Young
- Musique : Simon Poole
- Direction artistique : Emily Pope
- Son : James Belyea
- Casting : Larissa Mair
- Production : Sally Catto -Trish Williams - Sandra Picheca - Greig Dymond
- Sociétés de production : MarbleMedia - Cloudco Entertainment - 9 Story Media Group
- Sociétés de distribution : Cloudco Entertainment - 9 Story Media Group - Distribution 360
- Pays d'origine :   Canada
- Langue originale : anglais
- Format : 1080i (16:9 HDTV) - Dolby Surround 5.1 (NTSC)
- Genre : Série d'animation, Comédie, Aventure
- Nombre de saisons : 1
- Nombre d'épisodes : 20
- Durée : 20 minutes
- Dates de première diffusion :
  - Royaume-Uni : 4 octobre 2021
  - Canada : 29 octobre 2021
  - France : 5 mars 2022

## Épisodes
1. Le jour de trop (Overstaying Your Welcome)
2. Renverser les Underscores (Overthrowing the Underscores)
3. Minuscules (Undersized)
4. Un pari extrêmement gluant (Slime and Understanding)
5. Week-end en forêt (Into the Underbrush)
6. Game Over ! (Game Over!)
7. Trois petits versements (3 Easy Overpayments)
8. Pas de ça chez moi ! (Not Under My Roof!)
9. 13 ans déjà ! (13 Going on Overlord)
10. GN Clandestin (Undercover LARP)
11. Un match au sommet (Overshooters)
12. La mise à jour (Overdue Update)
13. Portrait de famille (Overexposed)
14. La famille importe plus que Frabjleplarm (Family Over Frabjleplarm)
15. Le coup de théâtre d'Overlord (Overpiece Theatre)
16. Overlock Holmes et le mystère de la tarte perdue (Overlock Holmes and the Undercooked Pie)
17. Encore et encore et encore (Do-over and Over and Over)
18. Capturez Willy (Under the Sea Land)
19. Un an déjà (One Year Over-versary)
20. L'évasion (Over the Moon)